# Pic de la Badète d'Arratille
Pour les articles homonymes, voir Arratille (homonymie).
Le pic de la Badète d'Arratille est un sommet des Pyrénées, situé sur la frontière franco-espagnole entre les Hautes-Pyrénées, en région Occitanie, et la province de Huesca dans la communauté d'Aragon, qui culmine à 2 805 ou 2 806 mètres d'altitude dans le massif de Panticosa.

## Toponymie
En occitan badète dérivé de badeta qui signifie « petite vallée », donc le pic dans la petite vallée.

## Géographie
Il est situé entre le département des Hautes-Pyrénées en vallée de Saint-Savin, dans la vallée du Marcadau sur la commune de Cauterets, et celle de Tena (Panticosa) en Espagne.

### Topographie
Il est situé à l'est de la brèche de la Badète, au nord-ouest du Petit pic d'Arratille et à l'extrémité est de la crête de Péterneille. Il surplombe le lac de la Badète dans le vallon d'Arratille au nord, le cirque de Bramatuero à l'ouest et l'ibón de Bramatuero Alto au sud.

### Hydrographie
Le sommet délimite la ligne de partage des eaux entre le bassin de la Garonne côté nord, qui se déverse dans l'Atlantique, et le bassin de l'Èbre, qui coule vers la Méditerranée côté sud.

## Voies d'accès
On y accède côté français au nord depuis le pont d'Espagne (1 520 m) et la vallée du Marcadau au fond de laquelle se trouve le refuge Wallon (1 865 m). De là on traverse le gave d'Arratille pour s'engager vers la brèche de la Badète.
Côté espagnol par la vallée de Panticosa via le GR 11 depuis le refuge de Bramatuero.

## Protection environnementale
Le pic est situé dans le parc national des Pyrénées.